# Ligat ha'Al 2021-2022 (pallacanestro)
La Ligat ha'Al 2021-2022 è la 68ª edizione del massimo campionato israeliano di pallacanestro maschile.

## Formato
La stagione regolare è composta da 22 giornate, dove le dodici squadre partecipanti si affrontano in un girone all'italiana.
Le migliori sei squadre si qualificheranno per il girone "alto" dove giocheranno 5 partite, mentre le altre sei squadre giocheranno 5 partite nel girone "basso".
I punteggi ottenuti in entrambe le fasi verranno sommati, le sei squadre del girone "alto" e le due migliori del girone "basso" si affronteranno ai quarti di finale in una serie al meglio delle 5 gare. Gli accoppiamenti vengono decisi in base alla classifica finale.
Le semifinali e la finale verranno invece giocate al meglio delle tre gare.

## Regular season
| Pos | Squadra               | G  | V  | P  | GF   | GS   | DG   | %    | Qualificazione o retrocessione |
| --- | --------------------- | -- | -- | -- | ---- | ---- | ---- | ---- | ------------------------------ |
| 1   | Maccabi Tel Aviv      | 22 | 15 | 7  | 1891 | 1688 | +203 | ,682 | Qualificate al gruppo A        |
| 2   | Hapoel Gerusalemme    | 22 | 15 | 7  | 1801 | 1666 | +135 | ,682 | Qualificate al gruppo A        |
| 3   | Hapoel Holon          | 22 | 14 | 8  | 1782 | 1707 | +75  | ,636 | Qualificate al gruppo A        |
| 4   | Bnei Herzliya         | 22 | 14 | 8  | 1824 | 1737 | +87  | ,636 | Qualificate al gruppo A        |
| 5   | Hapoel Haifa          | 22 | 12 | 10 | 1721 | 1731 | −10  | ,545 | Qualificate al gruppo A        |
| 6   | Hapoel Galil Elyon    | 22 | 11 | 11 | 1742 | 1759 | −17  | ,500 | Qualificate al gruppo A        |
| 7   | Hapoel Tel Aviv       | 22 | 11 | 11 | 1798 | 1759 | +39  | ,500 | Qualificate al gruppo B        |
| 8   | Ironi Nes Ziona       | 22 | 10 | 12 | 1740 | 1832 | −92  | ,455 | Qualificate al gruppo B        |
| 9   | Hapoel Gilboa Galil   | 22 | 9  | 13 | 1716 | 1797 | −81  | ,409 | Qualificate al gruppo B        |
| 10  | Hapoel Eilat          | 22 | 9  | 13 | 1789 | 1823 | −34  | ,409 | Qualificate al gruppo B        |
| 11  | Hapoel Be'er Sheva    | 22 | 7  | 15 | 1612 | 1717 | −105 | ,318 | Qualificate al gruppo B        |
| 12  | Maccabi Rishon LeZion | 22 | 5  | 17 | 1705 | 1905 | −200 | ,227 | Qualificate al gruppo B        |

## Seconda fase

### Poule play-off
| Pos | Squadra            | G  | V  | P  | GF   | GS   | DG   | %    | Qualificazione o retrocessione |
| --- | ------------------ | -- | -- | -- | ---- | ---- | ---- | ---- | ------------------------------ |
| 1   | Hapoel Gerusalemme | 27 | 19 | 8  | 2236 | 2070 | +166 | ,704 | Qualificate ai play-off        |
| 2   | Maccabi Tel Aviv   | 27 | 18 | 9  | 2339 | 2117 | +222 | ,667 | Qualificate ai play-off        |
| 3   | Bnei Herzliya      | 27 | 17 | 10 | 2259 | 2151 | +108 | ,630 | Qualificate ai play-off        |
| 4   | Hapoel Holon       | 27 | 16 | 11 | 2155 | 2095 | +60  | ,593 | Qualificate ai play-off        |
| 5   | Hapoel Galil Elyon | 27 | 13 | 14 | 2116 | 2147 | −31  | ,481 | Qualificate ai play-off        |
| 6   | Hapoel Haifa       | 27 | 13 | 14 | 2112 | 2164 | −52  | ,481 | Qualificate ai play-off        |

### Poule retrocessione
| Pos | Squadra               | G  | V  | P  | GF   | GS   | DG   | %    | Qualificazione o retrocessione |
| --- | --------------------- | -- | -- | -- | ---- | ---- | ---- | ---- | ------------------------------ |
| 1   | Hapoel Tel Aviv       | 27 | 14 | 13 | 2213 | 2145 | +68  | ,519 | Qualificate ai play-off        |
| 2   | Hapoel Gilboa Galil   | 27 | 13 | 14 | 2151 | 2214 | −63  | ,481 | Qualificate ai play-off        |
| 3   | Hapoel Eilat          | 27 | 12 | 15 | 2193 | 2237 | −44  | ,444 |                                |
| 4   | Ironi Nes Ziona       | 27 | 12 | 15 | 2177 | 2256 | −79  | ,444 |                                |
| 5   | Hapoel Be'er Sheva    | 27 | 9  | 18 | 2042 | 2140 | −98  | ,333 |                                |
| 6   | Maccabi Rishon LeZion | 27 | 6  | 21 | 2093 | 2350 | −257 | ,222 | Rotrocessa in Liga Leumit      |

## Play-off
|  | Quarti di finale | Quarti di finale | Quarti di finale | Quarti di finale | Quarti di finale | Quarti di finale | Quarti di finale |  |  | Semifinali | Semifinali       | Semifinali       | Semifinali       | Semifinali    | Semifinali    | Semifinali    |    |    | Finale | Finale       | Finale       | Finale       | Finale       | Finale | Finale |  |
|  |                  |                  |                  |                  |                  |                  |                  |  |  |            |                  |                  |                  |               |               |               |    |    |        |              |              |              |              |        |        |  |
|  | 1                | H. Gerusalemme   | H. Gerusalemme   | 85               | 96               | 87               | 84               |  |  |            |                  |                  |                  |               |               |               |    |    |        |              |              |              |              |        |        |  |
|  | 8                | Hap. Gilboa G.E. | Hap. Gilboa G.E. | 88               | 61               | 60               | 42               |  |  | 1          | H. Gerusalemme   | H. Gerusalemme   | H. Gerusalemme   | 78            | 75            | 77            |    |    |        |              |              |              |              |        |        |  |
|  | 4                | Hapoel Holon     | Hapoel Holon     | Hapoel Holon     | 97               | 90               | 88               |  |  | 4          | Hapoel Holon     | Hapoel Holon     | Hapoel Holon     | 93            | 61            | 80            |    |    |        |              |              |              |              |        |        |  |
|  | 5                | Hap. Galil Elyon | Hap. Galil Elyon | Hap. Galil Elyon | 68               | 89               | 68               |  |  |            |                  |                  |                  |               |               |               |    |    | 4      | Hapoel Holon | Hapoel Holon | Hapoel Holon | Hapoel Holon | 78     | 90     |  |
|  | 2                | Maccabi Tel Aviv | Maccabi Tel Aviv | 100              | 93               | 75               | 82               |  |  |            |                  | 3                | Bnei Herzliya    | Bnei Herzliya | Bnei Herzliya | Bnei Herzliya | 71 | 74 |        |              |              |              |              |        |        |  |
|  | 7                | Hapoel Tel Aviv  | Hapoel Tel Aviv  | 88               | 86               | 93               | 77               |  |  | 2          | Maccabi Tel Aviv | Maccabi Tel Aviv | Maccabi Tel Aviv | 82            | 81            | 74            |    |    |        |              |              |              |              |        |        |  |
|  | 3                | Bnei Herzliya    | Bnei Herzliya    | Bnei Herzliya    | 107              | 93               | 88               |  |  | 3          | Bnei Herzliya    | Bnei Herzliya    | Bnei Herzliya    | 76            | 97            | 96            |    |    |        |              |              |              |              |        |        |  |
|  | 6                | Hapoel Haifa     | Hapoel Haifa     | Hapoel Haifa     | 85               | 89               | 73               |  |  |            |                  |                  |                  |               |               |               |    |    |        |              |              |              |              |        |        |  |

## Premi

### Riconoscimenti individuali
| Riconoscimento                | Giocatore            | Squadra          |
| ----------------------------- | -------------------- | ---------------- |
| MVP regular season            | Chinanu Onuaku       | Bnei Herzliya    |
| MVP regular season israeliano | Nimrod Levi          | Hap. Galil Elyon |
| MVP finali                    | Joe Ragland          | Hapoel Holon     |
| Miglior allenatore            | Oren Aharoni         | Bnei Herzliya    |
| Giocatore rivelazione         | Gabriel Chachashvili | Hap. Galil Elyon |
| Miglior sesto uomo            | Jalen Adams          | H. Gerusalemme   |
| Giocatore più migliorato      | Michael Brisker      | Hap. Gilboa G.E. |
| Migliore difensore            | Chris Johnson        | Hapoel Holon     |

### Quintetti ideali
| All-Israeli League Fisrt Team 2021-2022 | All-Israeli League Fisrt Team 2021-2022 | All-Israeli League Second Team 2021-2022 | All-Israeli League Second Team 2021-2022 |
| --------------------------------------- | --------------------------------------- | ---------------------------------------- | ---------------------------------------- |
| Retin Obasohan                          | H. Gerusalemme                          | / Joe Ragland                            | Hapoel Holon                             |
| Chris Babb                              | Bnei Herzliya                           | Jalen Adams                              | H. Gerusalemme                           |
| Chris Johnson                           | Hapoel Holon                            | / Scottie Wilbekin                       | Maccabi Tel Aviv                         |
| Nimrod Levi                             | Hap. Galil Elyon                        | J.P. Tokoto                              | Hapoel Tel Aviv                          |
| Chinanu Onuaku                          | Bnei Herzliya                           | Roman Sorkin                             | Maccabi Tel Aviv                         |

## Squadre israeliane nelle competizioni europee
| Squadra             | Competizione                | Andamento        |
| ------------------- | --------------------------- | ---------------- |
| Maccabi Tel Aviv    | Euroleague                  | Quarti di finale |
| Hapoel Gerusalemme  | Basketball Champions League | Play-in          |
| Hapoel Holon        | Basketball Champions League | 4°               |
| Hapoel Eilat        | Basketball Champions League | Preliminari      |
| Ironi Nes Ziona     | FIBA Europe Cup             | Preliminari      |
| Hapoel Haifa        | FIBA Europe Cup             | Preliminari      |
| Hapoel Gilboa Galil | FIBA Europe Cup             | Regular season   |
| Hapoel Eilat        | FIBA Europe Cup             | Regular season   |